# Bršno
Bršno este un sat din comuna Nikšić, Muntenegru. Conform datelor de la recensământul din 2003, localitatea are 191 de locuitori (la recensământul din 1991 erau 221 de locuitori).

## Demografie
În satul Bršno locuiesc 158 de persoane adulte, iar vârsta medie a populației este de 45,9 de ani (41,9 la bărbați și 49,2 la femei). În localitate sunt 70 de gospodării, iar numărul mediu de membri în gospodărie este de 2,73.
|  |

| Demografie | Demografie | Demografie |
| An         | Locuitori  | Locuitori  |
| ---------- | ---------- | ---------- |
|            |            |            |
|            |            |            |
|            |            |            |
|            |            |            |
| 1948       | 410        |            |
| 1953       | 472        |            |
| 1961       | 447        |            |
| 1971       | 397        |            |
| 1981       | 323        |            |
| 1991       | 221        | 221        |
| 2003       | 194        | 191        |

| \| Componența etnică conform recensământului din 2003[2] \| Componența etnică conform recensământului din 2003[2] \| Componența etnică conform recensământului din 2003[2] \| Componența etnică conform recensământului din 2003[2] \| Componența etnică conform recensământului din 2003[2] \| \| ----------------------------------------------------- \| ----------------------------------------------------- \| ----------------------------------------------------- \| ----------------------------------------------------- \| ----------------------------------------------------- \| \| \| \| \| \| \| \| Muntenegreni \| Muntenegreni \| \| 154 \| 80,62% \| \| Sârbi \| Sârbi \| \| 31 \| 16,23% \| \| necunoscută \| necunoscută \| \| 6 \| 3,14% \| |              |  |     |        |
| Componența etnică conform recensământului din 2003 |              |  |     |        |
| |              |  |     |        |
| Muntenegreni | Muntenegreni |  | 154 | 80,62% |
| Sârbi | Sârbi        |  | 31  | 16,23% |
| necunoscută | necunoscută  |  | 6   | 3,14%  |